# Mordellistena yumae
Mordellistena yumae är en skalbaggsart som beskrevs av Ray 1946. Mordellistena yumae ingår i släktet Mordellistena och familjen tornbaggar. Inga underarter finns listade i Catalogue of Life.